# تربت كندي
تربت‌ كندي هي قرية في مقاطعة بارس أباد، إيران. يقدر عدد سكانها بـ 388 نسمة بحسب إحصاء 2016.